# 利平博尔农村居民点
利平博尔农村居民点（俄语：Сельское поселение Липиноборское）是俄罗斯联邦沃洛格达州瓦什金斯基区所属的一个农村居民点。其下辖有7个居民点，行政中心为利平博尔。据2015年统计，该农村居民点的人口为3868人。